# Jessica Fox
Jessica Fox (ur. 11 czerwca 1994 w Marsylii) – australijska kajakarka górska, dwukrotna  złota, srebrna i dwukrotna brązowa medalistka igrzysk olimpijskich, wielokrotna mistrzyni świata.

## Życiorys
Urodziła się we Francji. Jej rodzice również startowali w tej dyscyplinie sportu – ojciec, Richard, reprezentował Wielką Brytanię i był olimpijczykiem w Barcelonie (1992) oraz wielokrotnym mistrzem świata. Matka, Myriam, w barwach Francji zdobyła brąz na igrzyskach w Atlancie (1996), a później była trenerem córki.
Jest Żydówką.

## Igrzyska olimpijskie
W 2012 roku na igrzyskach olimpijskich w Londynie zdobyła srebrny medal w kajakowej jedynce, przegrywając w finale jedynie z Francuzką Émilie Fer. Cztery lata później w Rio de Janeiro zdobyła brązowy medal.. Podczas igrzysk olimpijskich w Tokio zdobyła złoty medal w pierwszy raz rozgrywanej na igrzyskach konkurencji slalomu C-1 kobiet oraz brązowy medal w konkurencji K-1. W 2024 na igrzyskach olimpijskich w Paryżu zdobyła dwa złote medale w slalomie C-1 i K-1. 

## Źródła zewnętrzne
- Strona zawodniczki (ang.)
- Profil na stronie ICF (ang.)